# Championnats du monde de gymnastique artistique 2025
Navigation
Édition précédente Édition suivante
Les championnats du monde de gymnastique artistique 2025, 53e édition des championnats du monde de gymnastique artistique, ont lieu du 19 au 25 octobre 2025 à l'Indonesia Arena de Jakarta, en Indonésie. Ce sera la première fois qu'un pays d'Asie du Sud-Est accueillera l'événement.
Fin 2024, la FIG a renoncé à restreindre le nombre maximum d'athlète individuel à deux athlètes par agrès ; les fédérations peuvent inscrire jusqu'à six gymnastes masculins et quatre gymnastes féminines, avec un maximum de trois athlètes individuels par agrès.

## Programme
| Date | Épreuve |
| ---- | ------- |

## Médaillés
| Épreuve                                          | Or | Argent | Bronze |
| ------------------------------------------------ | -- | ------ | ------ |
| Hommes                                           |    |        |        |
| Concours général par équipes résultats détaillés |    |        |        |
| Concours général individuel résultats détaillés  |    |        |        |
| Anneaux résultats détaillés                      |    |        |        |
| Cheval d'arçons résultats détaillés              |    |        |        |
| Barre fixe résultats détaillés                   |    |        |        |
| Barres parallèles résultats détaillés            |    |        |        |
| Saut résultats détaillés                         |    |        |        |
| Sol résultats détaillés                          |    |        |        |
| Femmes                                           |    |        |        |
| Concours général par équipes résultats détaillés |    |        |        |
| Concours général individuel résultats détaillés  |    |        |        |
| Barres asymétriques résultats détaillés          |    |        |        |
| Poutre résultats détaillés                       |    |        |        |
| Saut résultats détaillés                         |    |        |        |
| Sol résultats détaillés                          |    |        |        |

## Tableau des médailles
- Pays organisateur

| Rang | Nation | Or | Argent | Bronze | Total |
| ---- | ------ | -- | ------ | ------ | ----- |

## Résultats détaillés

### Hommes

#### Concours général par équipes
| Rang | Équipe | Sol | Cheval d'arçon | Anneaux | Saut | Barres parallèles | Barre fixe | Total |
| ---- | ------ | --- | -------------- | ------- | ---- | ----------------- | ---------- | ----- |
|      |        |     |                |         |      |                   |            |       |

#### Concours général individuel
| Rang | Gymnaste | Pays | Sol | Cheval d'arçon | Anneaux | Saut | Barres parallèles | Barre fixe | Total |
| ---- | -------- | ---- | --- | -------------- | ------- | ---- | ----------------- | ---------- | ----- |

#### Anneaux
| Rang | Gymnaste | Pays | Score D | Score E | Pénalité | Total |
| ---- | -------- | ---- | ------- | ------- | -------- | ----- |

#### Barre fixe
| Rang | Gymnaste | Pays | Score D | Score E | Pénalité | Total |
| ---- | -------- | ---- | ------- | ------- | -------- | ----- |

#### Barres parallèles
| Rang | Gymnaste | Pays | Score D | Score E | Pénalité | Total |
| ---- | -------- | ---- | ------- | ------- | -------- | ----- |

#### Cheval d'arçons
| Rang | Gymnaste | Pays | Score D | Score E | Pénalité | Total |
| ---- | -------- | ---- | ------- | ------- | -------- | ----- |

#### Saut
| Rang | Gymnaste | Pays | Saut 1  | Saut 1  | Saut 1 | Saut 1 | Saut 2  | Saut 2  | Saut 2 | Saut 2 | Total |
| Rang | Gymnaste | Pays | Score D | Score E | Pén.   | Total  | Score D | Score E | Pén.   | Total  | Total |
| ---- | -------- | ---- | ------- | ------- | ------ | ------ | ------- | ------- | ------ | ------ | ----- |

#### Sol
| Rang | Gymnaste | Pays | Score D | Score E | Pénalité | Total |
| ---- | -------- | ---- | ------- | ------- | -------- | ----- |

### Femmes

#### Concours général par équipes
|  |  |  |  |  |  |  |  |  |

#### Concours général individuel
| Rang | Gymnaste | Pays | Saut | Barres asymétriques | Poutre | Sol | Total |
| ---- | -------- | ---- | ---- | ------------------- | ------ | --- | ----- |

#### Barres asymétriques
| Rang | Gymnaste | Pays | Score D | Score E | Pénalité | Total |
| ---- | -------- | ---- | ------- | ------- | -------- | ----- |

#### Poutre
| Rang | Gymnaste | Pays | Score D | Score E | Pénalité | Total |
| ---- | -------- | ---- | ------- | ------- | -------- | ----- |

#### Saut
| Rang | Gymnaste | Pays | Saut 1  | Saut 1  | Saut 1 | Saut 1 | Saut 2  | Saut 2  | Saut 2 | Saut 2 | Total |
| Rang | Gymnaste | Pays | Score D | Score E | Pén.   | Total  | Score D | Score E | Pén.   | Total  | Total |
| ---- | -------- | ---- | ------- | ------- | ------ | ------ | ------- | ------- | ------ | ------ | ----- |

#### Sol
| Rang | Gymnaste | Pays | Score D | Score E | Pénalité | Total |
| ---- | -------- | ---- | ------- | ------- | -------- | ----- |